# 음네비스

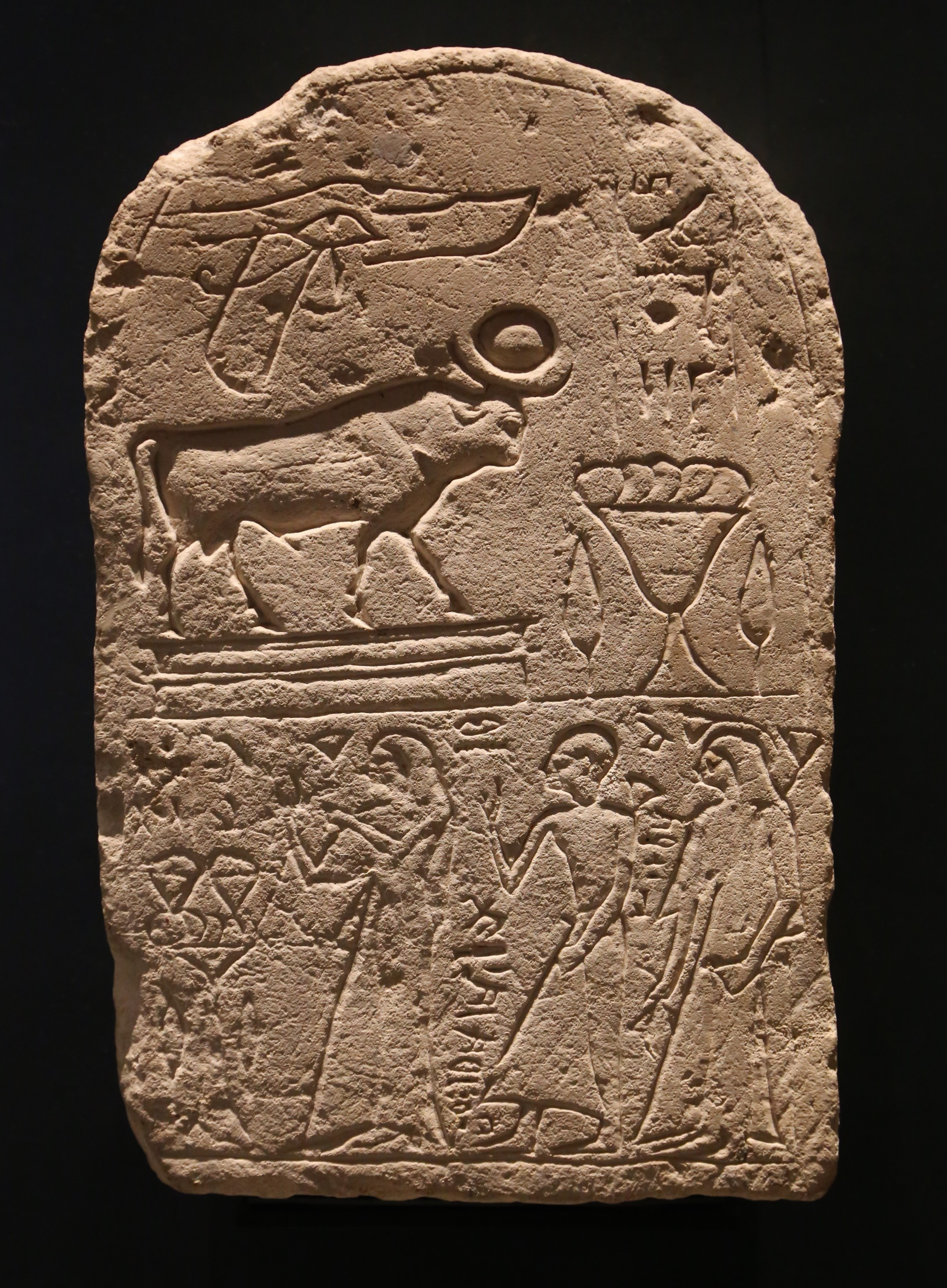

음네비스(Mnewer, Mnevis)는 고대 이집트 신화에 등장하는 헬리오폴리스의 우두머리 신인 아툼-라의 모습을 하고 있다. 음네비스는 살아있는 황소와 동일시 되었다. 이는 고대 태양 숭배 의식에 바트나 하토르에게 소를 재물로 바치는 것에 기원을 둔 것으로 추정된다. 음네비스는 종종 태양신 라의 상징으로 그려진다.
아피스 숭배 의식이 대중화됨에 따라 흡수되었다.

## 같이 보기
- 아피스
- 황소